# Wanda Rutkiewiczová
Wanda Rutkiewiczová (4. února 1943, Plungė, Litva – 13. května 1992, Kančendženga) byla polská horolezkyně, alpinistka a himalájistka. Jako první žena úspěšně vystoupila na vrchol K2 a jako první Evropanka a třetí žena vůbec na Mount Everest.

## Život
Narodila se v Plungė v Litvě. Po 2. světové válce se její rodina rozhodla přestěhovat se do Polska, konkrétně do Vratislavi. Zde vystudovala technickou univerzitu, stala se elektroinženýrkou a pracovala v Institutu automatizace energetických systémů. Později se přestěhovala do Varšavy, kde pracovala v Institutu výpočetních strojů. Během studií hrála volejbal.
S lezením se poprvé setkala v „Sokolích horách“, na skalách poblíž Jelení Hory. Roku 1962 dokončila v Tatrách horolezecký kurz. Během dalších let absolvovala v Tatrách mnoho výstupů, např. severní stěnou Malého Kežmarského štítu.
Po Tatrách následovaly v roce 1964 Alpy, dále Pamír, Hindúkuš a Himálaj. Byla členkou Vysokohorského klubu ve Wroclawi, od roku 1973 Vysokohorského klubu ve Varšavě.
16. října 1978 se stala třetí ženou (první Evropankou a prvním polským horolezcem), která vystoupila na vrchol Mount Everestu. V roce 1986 (23. června) byla první ženou, která úspěšně zvládla výstup i sestup na K2 (bez kyslíkového přístroje) jako účastnice malé výpravy vedené manžely Lilliane a Maurice Barrardovými. Její úspěch byl tragicky poznamenán smrtí obou Barrardových, kteří zahynuli při sestupu a zařadili se tak k dalším celkovým 13 obětem K2 onoho „černého“ léta.
Naživu ji naposledy viděl mladý (tehdy devětadvacetiletý) mexický horolezec Carlos Carsolio 12. května 1992, když ve vysoké nadmořské výšce hledala úkryt v severozápadní stěně Kančendžengy, na které se pokoušela o výstup na svou devátou osmitisícovku. Carsolio sestupoval vysílený po úspěšném dosažení vrcholu. Rutkiewiczová byla fyzicky velmi vyčerpaná a rozhodla se nesestupovat. Carsolio uvedl, že sám neměl psychickou sílu na to, aby ji přinutil k sestupu, protože byl také na konci sil.
Tělo, které bylo považované za její, nalezli na jihozápadní stěně hory v roce 1995 Fausto de Stefani, Marco Galezzi a Silvio Mondinelli, kteří se proto domnívali, že lezla po jihozápadním hřebeni až do těsné blízkosti vrcholu a poté se zřítila do jihozápadní stěny. Nicméně po detailním prozkoumání objevených pozůstatků, např. podle barvy oblečení, tabletek bulharského původu atd. je pravděpodobné, že šlo o tělo bulharské horolezkyně Jordanky Dimitrové, která byla zabita lavinou na jihozápadní stěně Kančendžengy v říjnu 1994. Tělo Wandy Rutkiewiczové nebylo dodnes nalezeno. Nikdo se už nedozví, jestli Rutkiewiczová vystoupila až na vrchol Kančendžengy. Pokud se jí to podařilo, byla by první ženou, která slezla tři nejvyšší hory světa.

## Významné výstupy
Chtěla se stát první ženou, která vystoupí na všech 14 osmitisícovek. Za svou horolezeckou kariéru vystoupila na následující významné vrcholy:
- 1968 východní pilíř Trollryggenu v Norsku, první ženský výstup, sedmý celkem
- 1970 Pik Lenina, Pamír
- 1972 Nošak (7492 m), Hindúkuš
- 1973 na severní stěna Eigeru, ženská výprava
- 1975 organizátorka výpravy na Gašerbrumy, výstup na Gašerbrum III (7946 m)
- 1978 první ženský zimní výstup severní stěnou Matterhornu
- 1978 Mount Everest, první Polák na vrcholu, třetí žena v historii
- 1985 Nanga Parbat, diamirská stěna
- 1986 K2, první žena na vrcholu, první Polák na vrcholu
- 1987 Šiša Pangma
- 1989 Gašerbrum II
- 1990 Gašerbrum I
- 1991 Čo Oju, sólovýstup
- 1991 Annapurna jižní stěna, sólovýstup

## Knihy a film Wandy Rutkiewiczové
- Gdybyś przyszedł pod tę ściane (1986),
- Nanga Parbat 85 (1986),
- Requiem (1987),
- Ludzie na Baltoro (1988),
- Kobiety śniegu (1990), film z výpravy na Gasherbrum I.,
- Zdobycie Gaszerbrumów (1979)
- Na jednej linie(1996),
- Karawana do marzeń (1994)